# Die Nordreportage
Die Nordreportage ist eine Fernsehdokumentationsreihe des Norddeutschen Rundfunks.
Der NDR beschreibt die Dokumentationen als „30-minütige Reportage über ungewöhnliche Menschen und ungewöhnliche Orte in Norddeutschland“. Die knapp 30 Minuten langen Dokumentationen werden im NDR Fernsehen ausgestrahlt und ebenfalls in der ARD-Mediathek veröffentlicht. Darüber hinaus werden die Dokus zu Randzeiten auf tagesschau24 ausgestrahlt.

## Sprecher der Dokumentationen
Auswahl von Sprechern der Dokumentationen:
- Meik Spallek
- Udo Tanske
- Constantin von Westphalen
- Anja Umland
- Volker Hanisch

## Nachweise
1. ↑  imfernsehen GmbH & Co KG: Die Nordreportage. 13. November 2002, abgerufen am 4. Januar 2025.
2. 1 2  Die Nordreportage - Videos der Sendung | ARD Mediathek. Abgerufen am 4. April 2024.